# Dalmanites
Dalmanites is een geslacht van uitgestorven trilobieten uit de orde Phacopida. Ze leefden van Boven-Ordovicium tot het Midden-Devoon. De trilobieten van dit geslacht hebben enigszins convexe exoskeletten met een gemiddelde lengte van vier tot zeven centimeter. Het cephalon is halfcirkelvormig of parabolisch. De glabella (middengedeelte van de kop) is vaak peervormig en loopt naar buiten toe taps toe. De glabella bevat ook altijd drie paar voor de hand liggende glabellaire voren. Ook opvallend zijn de grote mozaïek (schizochroal) ogen. De thorax bestaat uit elf segmenten, met het relatief grote pygidium met een slanke as van elf tot zestien ringen en zes of zeven pleurale ribben. De pygidium eindigt in een opvallende staartsteel.

## Beschrijving
Dalmanites is een geslacht van trilobieten met een gemiddeld (ongeveer acht centimeter lang), matig gewelfd exoskelet met een omgekeerde eivormige omtrek (ongeveer anderhalf × langer dan breed). Het hoofdscherm (of cephalon) is halfcirkelvormig, met robuuste (genale) stekels die zich uitstrekken van de zijkant van het cephalon, terug naar ongeveer het 8e thoraxsegment. De frontale marge van het cephalon is halfcirkelvormig tot parabolisch en het kan een eenvoudige en korte voorste extensie hebben. De naad in het gezicht ligt binnen of raakt de preglabellaire groef. De frontale kwab van het centrale verhoogde deel van het cephalon (of glabella) is veel breder dan de andere lobben. De frontale kwab is gewelfd. Het oog is matig tot groot, ongeveer half zo lang als de wang. De 'naad' die zichtbaar is vanaf de ventrale zijde (of doublure) is breed en plat, en heeft een diepe en brede antennale groef. Het 'verhemelte' (of hypostoom), ook alleen zichtbaar vanaf de ventrale zijde, is sub-driehoekig (ongeveer even lang als breed) en versierd met drie zwakke denticula aan de achterrand. Vooraan heeft het hypostoom zwakke vleugels die zich zijwaarts uitstrekken. De thorax bestaat uit elf segmenten. De uiteinden van de segmenten zijn puntig en maken in toenemende mate een hoek van ongeveer dertig graden voor het voorste segment tot iets naar binnen wijzend voor het achterste segment. Het staartscherm (of pygidium) is groot, sub-driehoekig en ongeveer tweederde tot driekwart keer zo lang als breed. De as is gewelfd en circa vijfendertig procent van de breedte van het pygidium en bestaat uit twaalf tot vijftien ringen. Negen tot tien diepe en brede pleurale voren hebben een vlakke of slechts licht concave bodem. De voren in elke pleurale rib (of interpleurale voren) zijn erg smal. De voorste band van elke pleurale rib is meer gewelfd en breder dan de achterste band. De pleurale voren bereiken bijna de marge. De pygidiale beëindiging (of mucro) is gewelfd en min of meer in een wervelkolom gericht, die tussen soorten kan verschillen. Het gehele exoskelet is bedekt met fijne en grove korrels.

## Soorten
Eerder toegewezen soorten:
- D. lapeyrei = Zeliszkella torrubiae
- D. maecurua = Amazonaspis maecurua
- D. micheli = Phacopidina micheli
- D. pleione = Bellacartwrightia pleione
- D. torrubiae = Zeliszkella torrubiae
- D. weaveri var. tenuimucronata = Bessazoon tenuimucronata